# 2469 Tadjikistan
2469 Tadjikistan este un asteroid din centura principală, descoperit pe 27 aprilie 1970 de Tamara Smirnova.